# Quintus Gavius Fulvius Proculus
Quintus Gavius Fulvius Proculus war ein ritterlicher Offizier in der römischen Armee während des 2. Jahrhunderts n. Chr. Er entstammte dem Geschlecht der Gavier aus der Landstadt Caiatia, dem heutigen Caiazzo im Falernus ager im nördlichen Kampanien. Der Senator Quintus Gavius Fulvius Tranquillus war höchstwahrscheinlich ein Sohn von Quintus Gavius Fulvius Proculus.

## Laufbahn
Die Laufbahn des Quintus Gavius Fulvius Proculus konnte anhand von Inschriften in vielen Teilen rekonstruiert werden. Wie üblich, durchlief auch er die festgelegten Stationen einer ritterlichen Laufbahn, so wie es die während der Regierungszeit des Kaisers Claudius (41–54) durchgeführten Staatsreformen für ritterliche Positionen vorsahen. Dazu gehörten in erster Linie die tres militiae, drei militärische Posten, bei denen sich der Ritter bewähren musste.
Sein erstes Kommando übernahm er als Kohortenpräfekt der Cohors III Thracum civium Romanorum equitata bis torquata („3. teilberittene Kohorte der Thraker römischen Bürgerrechts“) im rätischen Limeskastell Gnotzheim (Castra Mediana). Eine 1999 bei Bauarbeiten im Lagerdorf ausgebaggerte Inschrift für die Göttin Diana Panthea, die ihn nennt, gab er wohl gegen Ende seiner Gnotzheimer Zeit in Auftrag.
[Nu]mini
[Di]anae Pa-
[n]theae
[Q(uintus)] Gavius
[F]ulvius
[Fa]lerna (tribu)
[Pr]oculus
[pr]aefectus
[c]oh(ortis) III <Thracum> c(ivium) R(omanorum)
[ex v]oto posuit
Übersetzung: „Dem Wirken der Allgöttin Diana hat Quintus Gavius Fulvius Proculus aus der Falernischen (Tribus), Präfekt der 3. (thrakischen) Kohorte römischer Bürger, aufgrund eines Gelübdes (dies) errichtet.“
Die Nähe des Quintus Gavius Fulvius Proculus zum Diana-Kult erklärt sich durch die Nähe des  Mons Tifata zu seiner Heimatstadt. An diesem Berg gab es ein bedeutendes Heiligtum der Göttin. Möglicherweise hat der Präfekt die Verehrung seiner Patronin Diana aus seiner italischen Heimat an den rätischen Limes mitgebracht.
Weitere Karrierestationen des Offiziers sind von einer Ehreninschrift (titulus honorarius) aus seiner Heimatstadt, dem Municipium Caiatia, dessen Patron er war, bekannt. Verdiente Bürger einer Gemeinde, wie Gavius Proculus, hatten verschiedene Pflichten zu übernehmen. So gehörte es zu ihren Aufgaben, örtliche öffentliche Bautätigkeiten finanziell zu unterstützen und Feste auszurichten. Laut der Inschrift war Gavius zunächst Militärtribun der Legio VIII Augusta im obergermanischen Straßburg (Argentorate) und anschließend Kohortentribun der Cohors XV Voluntariorum civium romanorum pia fidelis („15. Kohorte der Freiwilligen römischen Bürgerrechts“) im Kastell Leiden-Roomburg (Matilo) am Niedergermanischen Limes. Das Kommando in Gnotzheim wird in dieser Ehreninschrift nicht erwähnt.
Q(uinto) Gavio Q(uinti) fil(io)
Q(uinti) nep(oti) Q(uinti) pro(nepoti)
Q(uinti) abn(epoti) Q(uinti) adn(epoti) Fa(lerna tribu)
Fulvio Proculo
trib(uno) coh(ortis) XV Vol(untariorum)
trib(uno) leg(ionis) VIII Aug(ustae)
decuriones et
Augustal(es) et popul(us)
Caiatinus patron(o)
munificentissimo
Übersetzung: „Dem äußerst freigiebigen Patron Quintus Gavius Fulvius Proculus, Sohn des Quintus, Enkel des Quintus, Urenkel des Quintus, Ururenkel des Quintus und Urururenkel des Quintus aus der Falernischen Tribus, (gewesener) Tribun der 15. Kohorte freiwilliger römischer Bürger und Tribun der 8. Legion Augusta. Der Gemeinderat, die Priester des Kaiserkults und die caiatinische Bevölkerung (als Stifter).“
Quintus Gavius Fulvius Proculus lässt sich auch auf zwei Militärdiplomen – beide aus dem Jahr 152  – nachweisen, als er in seiner Funktion eines Tribuns die Cohors XV Voluntariorum befehligte. Der Titel des Kohortentribuns war für Einheiten, die aus römischen Bürgern zusammengestellt waren, typisch. Ansonsten wurden Kommandeure einer Kohorte als Präfekten angesprochen. Das vollständig erhaltene Dokument vom 5. September 152, das auch den damaligen niedergermanischen Statthalter und Juristen Publius Salvius Iulianus nennt, war für den aus dem Militärdienst scheidenden Daker Surodagus, den Sohn des Surpogissus, ausgestellt. Das zweite Diplom für einen Githiossis D[…] ist nur fragmentarisch überliefert.